# 제11공병대대
제11공병대대(11th Engineer Battalion)은 미국 육군 공병대의 전투공병대대이다.

## 역사

### 제1차 세계 대전
부대는 최초에 뉴욕주 뉴욕에서 1917년 4월 6일부터 5월 26일까지 3개 철도정비 공병연대 중 하나로서 편성되었다. 가장 먼저 유럽 전구에 투입된 미국 원정군의 일원으로서 1917년 8월에 북부 프랑스로 건너가 셍미이엘과 뫼즈-아르곤에서 전투에 참가하였고, 종전 후에는 뉴욕시 캠프 업턴로 돌아가 1919년 5월 6일에 동원해제되었다.

### 전간기
1917년 7월 13일 제11공병(11th Engineers)으로 재편성되고, 1920년 11월 4일에 부대는 계보가 갈라져 예비군 제363공병(363d Engineers)과 정규군 제11공병 (11th Engineers)로 나뉘었다. 7개월 뒤인 1920년 11월 20일, 파나마만 영역에서 활성화되었다. 이듬해 1921년 6월 2일부터 1932년 4월 15일까지 약 23년간 파나마 운하사단에 배속하였다. 파나마의 정글에서 근무하면서 별명 "흑표범(Jungle Cats)"을 얻었다.

### 제2차 세계 대전
오스트리아에서 군정기 임무를 수행하던 중에 1946년 11월 30일 해산하였다.

### 한국 전쟁
1950년 3월 15일, 일본에서 재소집되었다. 제24보병사단과 유엔군이 낙동강을 넘을 수 있게 도왔다. 휴전 후에는 1971년까지 남았다.

### 냉전
1971년 5월 버지니아주 포트 벨보어에서 중장비전투대대로서 재소집되어, 공병센터(Engineer Center)에 전설지원을 제공하였고, 공병센터가 1990년 1월에 미주리주의 포트 레너드 우드로 이사가자,  해산하였다.
1992년 7월 17일 조지아주 포트 스튜어트에서 전투공병대대로서 재소집됨과 함께 제24보병사단에 배속되었다. 1996년 2월 15일 제24보병사단에서 제3보병사단로 전속되었다.

### 테러와의 전쟁
2004년 3월 15일, 대대는 조지아주 포트 스튜어트에서 제3보병사단으로부터 배속이 풀리고 해산하였다.
2007년 1월 16일 조지아주 포트 베닝에서 본부 및 본부중대와 구상된 지원중대가 같이 재소집되었다.
2016년 1월 1일, 해산하였다.

### 주한 미군
2015년부터 한반도에 순환하는 공병대대를 대체하기 위해 제11공병대대는 앞서 대한민국에 주둔하고 있던 제84공병대대 예하 제643공병지원중대를 배속받고 2017년 10월 18일에 대대 본부 및 본부중대가 재소집, 그리고 제2전투항공여단에 배속되었다. 대대는 군단급 자산으로 지정되었지만, 전구급 공병부대의 기능 역할도 할 수 있도록 운용될 것이다.

## 부대
| - 본부 및 본부중대 - 전방지원중대 - 제55공병중대 (MAC) - 제630공병중대 (CC) - 제643공병중대 (ESC) - 제814공병중대 (MRBC) | - 제52공병팀 (Design and Survey) - 제153공병팀 (Concrete) - 제6공병중대 (Vertical) - 제63공병중대 (CSE) - 제362공병중대 (MRB) - 제793공병중대 (Horizontal) |

## 기록

### 소속
1. 파나마 운하사단, 1921년 6월 2일
2. 제24보병사단, 1992년 7월 17일
3. 제3보병사단, 1996년 2월 15일
4. 제2전투항공여단, 2017년 10월 18일

### 계보
- 1917년 3월 19일, 1st Reserve Engineers→제1예비공병
병사 예비대(Enlisted Reserve Corps)에 배정됨.
- 1917년 6월 9일, 1st Engineers→제1공병
육군 방위대에 배정됨.
- 1917년 7월 13일, 11th Engineers→제11공병
- 1943년 4월 1일, 11th Engineer Battalion
→제11공병대대1943년 9월 23일, 11th Engineer Combat Battalion→제11공병전투대대
- 1954년 3월 15일, 11th Engineer Battalion→제11공병대대
- 2007년 1월 16일, Headquarters and Headquarters Company, 11th Engineer Battalion→제11공병대대, 본부 및 본부중대

### 전역
| 전역 스트리머   | 내역 |
| --------------- | --- |
| 제1차 세계 대전 | |
| 제2차 세계 대전 | |
| 한국 전쟁       | - UN 방어 - UN 공세 - CCF 개입 - 첫 UN 반격 - CCF 춘계공세 - UN 하계-추계 공세 - 한국에서의 두번째 겨울 - 1952년 하계-추계 한국 - 한국에서의 세번째 겨울 - 1953년 하계 한국 |
| 걸프 전쟁       | 정전 |
| 테러와의 전쟁   | |

### 스트리머
| 스트리머 | 내역                 |                    |
| -------- | -------------------- | ------------------ |
|          | 대통령 육군부대 표창 | 이라크 2003년      |
|          | 육군 공로부대표창    | 한국 1950년~1951년 |
|          | 육군 공로부대표창    | 한국 1953년~1954년 |
|          | 육군 우수부대표창    | 1994년             |
|          | 육군 우수부대표창    | 2001년             |

## 참고
1. ↑  Marcus Fichtl (2017년 10월 18일). “Permanent engineer battalion sets up shop at Camp Humphreys” (영어). Stars and Strips. 2017년 10월 22일에 확인함.[깨진 링크(과거 내용 찾기)]

- “11th Engineer Battalion Lineage And Honors” (영어). 미국 육군 역사관. 2007년 4월 12일. 2017년 10월 22일에 확인함.
- “11th Engineer Battalion "Jungle Cats"” (영어). globalsecurity.org. 2011년 7월 5일. 2017년 10월 22일에 확인함.